# Alaptus intonsipennis
Alaptus intonsipennis är en stekelart som beskrevs av Girault 1910. Alaptus intonsipennis ingår i släktet Alaptus och familjen dvärgsteklar. Inga underarter finns listade i Catalogue of Life.